# Esenzione fiscale delle plusvalenze
Col termine participation exemption, o più semplicemente PEX, si intendono le plusvalenze realizzate e relative ad azioni o quote di partecipazioni in società od enti, che, in presenza di determinati requisiti, possono essere escluse dal calcolo del reddito fiscale imponibile.

## Esenzione in Italia
L'istituto della PEX è disciplinato dall'art. 87 del TUIR (poi specificato dalla Circolare 36/E 2004), e stabilisce, per le società di capitali, un'esenzione del 95% dell'imposta sulla plusvalenza maturata a seguito di cessione di partecipazioni. All'esenzione delle plusvalenze si accompagna l'indeducibilità delle minusvalenze aventi la stessa natura.

### Ambito di applicazione della PEX
Il regime della PEX si applica ai seguenti tipi di plusvalenza:
- Plusvalenze su titoli.
- Plusvalenze su partecipazioni al capitale sociale o al patrimonio.
- Plusvalenze su partecipazioni societarie.
- Plusvalenze su strumenti finanziari simili alle azioni.
- Contratti di cointeressenza con apporto diverso da opere o servizi.
- Contratti di associazione in partecipazione.

### Evoluzione dell'aliquota di esenzione
A partire dalla sua introduzione nel 2003, l'aliquota di esenzione di queste tipi di plusvalenza per le società di capitali ha subito la seguente evoluzione:
- Dal 2003 al 3 ottobre 2005: Esenzione del 100% del valore delle plusvalenze.
- Dal 4 ottobre 2005 al 2 dicembre 2005: Esenzione del 95% del valore delle plusvalenze.
- Dal 3 dicembre 2005 al 31 dicembre 2006: Esenzione del 91% del valore delle plusvalenze.
- Dal 1º gennaio 2007 al 31 dicembre 2007: Esenzione dell'84% del valore delle plusvalenze.
- Dal 1º gennaio 2008: Esenzione del 95% del valore delle plusvalenze.

### Aliquote di esenzione in vigore per gli altri contribuenti
L’aggiornamento alle aliquote di esenzione per le plusvalenze in Italia, secondo la normativa vigente, presenta le seguenti percentuali in base alla tipologia di contribuente:
•	Contribuenti IRPEF: Le plusvalenze derivanti da cessione di partecipazioni sono esenti al 41,86%, il che rende imponibile il restante 58,14%. Questa esenzione si applica ai soggetti che realizzano tali plusvalenze come reddito d'impresa .  
•	Enti non commerciali: Anche per gli enti non commerciali che realizzano plusvalenze in regime di impresa, l’esenzione è del 41,86%  .  
•	Società a responsabilità limitata (SRL) in regime di trasparenza fiscale: Per le SRL che hanno optato per la trasparenza fiscale, l’aliquota di esenzione applicabile sulle plusvalenze rimane al 50,28%  .  
•	Contribuenti in regime di contabilità semplificata: Questi contribuenti non beneficiano di alcuna esenzione fiscale sulle plusvalenze, per cui l’intero importo è soggetto a tassazione .   
In confronto, le società soggette a IRES possono usufruire di un’esenzione del 95% sulle plusvalenze qualificate, lasciando imponibile solo il 5%. Questo regime più vantaggioso è accessibile alle società che soddisfano i requisiti dell'articolo 87 del TUIR per la participation exemption, applicabile a soggetti come le società di capitali e gli enti commerciali

### Requisiti per l'applicazione della PEX
Sono previsti 4 requisiti indispensabili per rendere possibile l'applicazione della PEX:
1. Possesso ininterrotto delle partecipazioni dal primo giorno del 12º mese precedente quello dell'avvenuta cessione.
2. Le partecipazioni cedute devono essere state classificate nel primo bilancio d'esercizio bilancio chiuso durante il periodo di possesso sotto la voce delle immobilizzazioni finanziarie.
3. La società partecipata non deve essere residente in uno stato a fiscalità privilegiata almeno dall'inizio del terzo periodo di imposta anteriore al realizzo della plusvalenza.
4. La società partecipata deve esercitare un'attività commerciale almeno dall'inizio del terzo periodo di imposta anteriore al realizzo della plusvalenza. Senza possibilità di prova contraria si presume che questo requisito non sussista relativamente alle partecipazioni in società il cui valore del patrimonio è costituito prevalentemente da beni immobili diversi da quelli destinati alla produzione o allo scambio.

### Minusvalenze sulle partecipazioni
Le minusvalenze sulle partecipazioni seguono un regime speculare a quello previsto per le relative plusvalenze, non rilevando ai fini IRES. Esse, pertanto, sono totalmente indeducibili nel momento in cui ricorrono gli stessi requisiti.